# Incredible Hulk (serial animowany 1996)
Incredible Hulk (w tłumaczeniu Niesamowity Hulk; 1996–1997) – amerykański serial animowany.

## Fabuła
Serial opowiada o losach Bruce’a Bannera, który za sprawą nieszczęśliwego wypadku (chcąc uratować niepokornego nastolatka, który znalazł się w pobliżu miejsca testowania bomby, został napromieniowany promieniami gamma), przemienia się w chwilach złości w zieloną bestię zwaną Hulkiem. W związku z tym, że Hulk uważany jest przez wojsko (między innymi ojca narzeczonej Bannera, generała Rossa) za niebezpiecznego potwora, Banner musi uciekać i poszukać lekarstwa na swój niezwykły stan. Poza tym pewien naukowiec, Samuel Sterns, zwany Przywódcą (również napromieniowany, jednak promienie gamma oddziaływały jedynie na jego mózg i spowodowały znaczny przyrost inteligencji) pragnie pozyskać siłę Hulka, dlatego również ściga Bannera. Pojawia się też wielu epizodycznych wrogów.

## Postacie

### Sprzymierzeńcy
- Betty Ross – jest córką generała Rossa i naukowcem. Ma dostęp do laboratoriów i znajomości i wykorzystuje je, aby znaleźć lekarstwo na problem Bannera. Poza tym usiłuje powstrzymać ojca przed prześladowaniem Hulka, lecz często bezskutecznie.
- Rick Jones – nastolatek, którego Banner uratował przed wybuchem reaktora gamma. Często jeździ za Hulkiem i działa na niego kojąco (co sprawia, że Hulk najczęściej wraca do postaci Bannera). Twierdzi, że Bruce był jedyną osobą, która w ogóle się o niego zatroszczyła.
- Jennifer Walters – kuzynka Bruce’a Bannera. Porwana i przetrzymywana przez doktora von Fatum, uzyskała siłę Hulka i zielony kolor jego skóry i włosów, kiedy Banner, dokonując transfuzji własnej krwi, uratował ją. Jest o wiele bardziej świadoma od Hulka, nie zachowuje się tak bezmyślnie jak on. Powszechnie nazywa się ją Kuzynką Hulka.
- Doktor Samson – naukowiec, który został poproszony przez Betty o pomoc w znalezieniu antidotum na Hulka. W niewyjaśnionych okolicznościach został napromieniowany promieniami gamma, przez co zyskał niewiarygodną siłę i zielone włosy. Występuje tylko w pierwszym sezonie.
- Stwór (Rzecz) – właściwie Ben Grimm, członek Fantastycznej Czwórki. Ponieważ kiedyś walczył z Hulkiem, Hulk uważa go za wroga. Ben rozumie Bannera, gdyż sam nie czuje się dobrze w swojej skórze. W ósmym odcinku pokłócił się z ukochaną, a reszta Fantastycznej Czwórki wyruszyła na Haiti. Pod koniec odcinka dochodzi do porozumienia z Hulkiem.

W I i II serii pojawia się też wiele postaci z innych komiksów i seriali Marvela, między innymi Iron Man i Fantastyczna Czwórka. Najczęściej działają jako jego sprzymierzeńcy, chcąc powstrzymać Hulka, znaleźć lekarstwo na promienie gamma albo chronić Bannera przed jego wrogami. Tony Stark, dzięki posiadanej, zaawansowanej technologii, próbował wyleczyć Bannera. Duch Jeźdźca początkowo ścigał Hulka, myśląc, że jest on niebezpieczną bestią, ale potem (dowiedziawszy się, że Hulk jest tylko nierozumianym i zaszczutym olbrzymem) bronił go. Stwór wraz z Rickiem i Jennifer chce pomóc Bannerowi dzięki maszynie skonstruowanej przez Pana Fantastycznego. Doktor Strange wraz z Kuzynką Hulka próbował pozbyć się demona, który zawładnął ciałem Bannera i mocą Hulka.
Mimo że Hulk jest nadpobudliwy i zwykle wszystko niszczy, jest jednak dość szlachetnym stworzeniem. Nigdy nie zabija niewinnych ludzi, kiedy widzi ich przerażone twarze ani nie śmie skrzywdzić Ricka ani Betty. Wtedy najczęściej łagodnieje i staje się znów Bannerem.

### Wrogowie
- Generał Thunderbolt Ross – reprezentuje Pentagon. Chce zniszczyć Hulka i nie obchodzi go, czy przy tym zginie także ukochany jej córki (dopiero w ostatnim odcinku zmienia zdanie o Bannerze). Jak mówi, „chodzi o bezpieczeństwo narodowe”. Dla niego – tak jak dla większości ludzi z Pentagonu i służb specjalnych – Hulk jest tylko niebezpieczną bestią, którą trzeba powstrzymać wszelkimi metodami.
- Major Glenn Talbot – prawa ręka generała Rossa i jego najwierniejszy współpracownik. Podobnie jak on, nienawidzi Hulka i chce go zniszczyć. Wiele razy próbuje zgładzić Hulka, ale gdy Duch Jeźdźca zagląda w głąb jego duszy i mówi mu, że jeśli Hulk zginie, jego krew splami ręce majora, Talbot odczuwa wyrzuty sumienia. Jest zakochany w Betty, która nie odwzajemnia jego uczuć z powodu jego nienawiści zarówno do Bannera jak i Hulka. Występuje tylko w pierwszym sezonie.
- Agent Gabriel Jones – tajemniczy agent służb specjalnych T.A.R.C.Z.A. (który ma swoją siedzibę w chmurach; motyw T.A.R.C.Z.Y. i jej przywódcy, Nicka Fury, pojawia się także w animowanych seriach „Spider-Man” i „Iron Man”). On i generał Ross znają się i są rywalami, jednak – przez wzgląd na rozkaz z góry – muszą ze sobą współpracować. Agent Gabriel słucha rozkazów, kiedy chce. Mimo swojego nazwiska, nie jest w żaden sposób spokrewniony z Rickiem.
- Przywódca – właściwie Samuel Sterns, naukowiec, który w wyniku wpadnięcia do odpadów gamma zyskał nieprzeciętny intelekt, ale pragnie też posiąść siłę Hulka poprzez przeniesienie swojego umysłu do jego ciała. Główną bronią Przywódcy są mutowane przez niego potwory, w tym – uzyskane z DNA Hulka osobniki z jego siłą.
- Gargulec – właściwie Yuri Topolov, dawniej jeden z ważniejszych naukowców radzieckich. Z nieznanych przyczyn stał się szarym karłem o zniekształconej twarzy i przerośniętym mózgu i teraz musi pracować u Przywódcy, którego uważa za pyszałka, ale gra wiernego sługę. W II serii zakochuje się w Jennifer.
- Odrażający – ciemnozielony, łuskowaty olbrzym, największy rywal Hulka. Prawdopodobnie był kiedyś człowiekiem. Współpracuje z Przywódcą i Gargulcem.
- Olbrzymka – następczyni Gargulca, równie brzydka, ale o wiele większa i muskularna. Powstała z DNA Hulka.
- Doktor Viktor von Fatum – właściwie doktor Doom, główny przeciwnik Fantastycznej Czwórki. Pragnie zdobyć władzę nad Stanami, atakując Waszyngton. Aby tego dokonać, porywa Jennifer (chcąc najpierw porwać Bannera, ale ostatecznie wymusza na nim posłuszeństwo, właśnie grożąc Jennifer) i każe Hulkowi atakować Kapitol. Jego plan spala na panewce, kiedy Jennifer zmienia się w She-Hulka, niszczy jego laboratorium i pomaga Hulkowi pozbyć się implantu, którym doktor wywoływał w Hulku złość.

## Wersja oryginalna
- Neal McDonough – Bruce Banner
- Lou Ferrigno – Hulk
- Luke Perry – Rick Jones
- Genie Francis –
  - Betty Ross (odc. 1-6),
  - Siostra (odc. 5)
- Philece Sampler – Betty Ross (odc. 9-21)
- John Vernon – generał Ross
- Kevin Schon –
  - Glenn Talbot,
  - Odrażający (odc. 1-2)
- Shadoe Stevens – Leonard Samson
- Thom Barry – Gabriel Jones
- Michael Donovan –
  - Szary Hulk,
  - Sędzia (odc. 14)
- Lisa Zane – Jennifer Walters/She-Hulk (odc. 7-8)
- Cree Summer – Jennifer Walters/She-Hulk (odc. 14-21)
- Matt Frewer –
  - Przywódca,
  - Prezenter pokazu mody (odc. 18)
- Mark Hamill –
  - Gargulec,
  - Tongzing (odc. 20)
- Richard Moll –
  - Odrażający (odc. 9-18),
  - Bezdomny mężczyzna (odc. 9)
- Kathy Ireland – Olbrzymka
- Maurice LaMarche – Doktor Strange (odc. 16)
- Jim Cummings – Absorbing Man (odc. 17)
- Tom Kane –
  - H.O.M.E.R. (odc. 4),
  - Bułat (odc. 20)
- Jennifer Hale – Czarilla (odc. 17)
- Robert Hays – Tony Stark/Iron-Man (odc. 4)
- Dorian Harewood – James Rhodes/War Machine (odc. 4)
- Richard Grieco – Duch Jeźdźca (odc. 5)
- Peter Strauss – Walter Langkowski (odc. 6)
- Clancy Brown – Sasquatch (odc. 6)
- Kevin Michael Richardson –
  - Zła istota (odc. 16),
  - Zły Hulk (odc. 16)
- Dawnn Lewis – Diana/Hybryda (odc. 21)

## Wersja polska
Wersja polska: Master Film

Reżyseria: Maria Horodecka

Dialogi:
- Elżbieta Włodarczyk (odc. 1, 3, 6-7, 9, 11-13, 15, 17),
- Krystyna Kotecka (odc. 2, 4-5, 8, 10, 14, 16, 18, 20-21)

Dźwięk: Aneta Michalczyk-Falana

Montaż: Gabriela Turant-Wiśniewska

Kierownictwo produkcji: Dariusz Falana

Wystąpili:
- Jacek Mikołajczak –
  - Bruce Banner,
  - Hulk,
  - Szary Hulk
- Agata Gawrońska – Betty Ross
- Ewa Kania – Jennifer Walters
- Janusz Bukowski – Generał Thunderbolt Ross
- Jacek Kopczyński – Rick Jones
- Mirosław Konarowski – Przywódca
- Artur Kaczmarski – Gargulec
- Krzysztof Stelmaszyk – Agent Gabriel Jones
- Paweł Szczesny – Odrażający
- Mirosława Nyckowska – Olbrzymka
- Adam Bauman –
  - Doktor Leonard Samson,
  - Reed Richards/Pan Fantastyczny (odc. 8)
- Stefan Knothe – Major Glenn Talbot
- Janusz Wituch –
  - Mitch McCutcheon/Zzzax (odc. 3),
  - Prokurator (odc. 14),
  - Cliff Walters (odc. 15)
- Jarosław Boberek – Tony Stark/Iron Man (odc. 4)
- Cezary Nowak –
  - Homer (odc. 4),
  - Dr Ferguson (odc. 19)
- Mirosław Guzowski – James Rhodes/War Machine (odc. 4)
- Ryszard Nawrocki – Duch Jeźdźca (odc. 5)
- Mirosława Krajewska –
  - Siostra (odc. 5),
  - Matka Jennifer (odc. 15)
- Jacek Wolszczak – Taylor (odc. 6)
- Cezary Morawski – Victor von Fatum (Dr Doom) (odc. 7)
- Mirosław Zbrojewicz –
  - Dr Walter Langowski/Sasquatch (odc. 6),
  - Victor von Fatum (Dr Doom) (odc. 19)
- Elżbieta Bednarek –
  - Maureen (odc. 6),
  - Przyjaciółka Jennifer (odc. 14),
  - różne głosy
- Tomasz Gęsikowski – John (odc. 6)
- Tomasz Marzecki – Ben Grimm/Rzecz (odc. 8)
- Łukasz Nowicki – Dr Donald Blake/Thor (odc. 9)
- Edward Dargiewicz –
  - Bezdomny mężczyzna (odc. 9),
  - Kruszer (odc. 17)
- Jan Janga-Tomaszewski –
  - Jefferson Whitedeer (odc. 10),
  - Tong (odc. 20),
  - Tengzing (odc. 20)
- Zbigniew Konopka – Sędzia (odc. 14)
- Aleksander Mikołajczak – Doktor Strange (odc. 16)
- Wojciech Machnicki – Zły/Ciemny Hulk (odc. 16)
- Krystyna Królówna – Czarilla (odc. 17)
- Iwona Rulewicz – Walcząca modelka #1 – Jade (odc. 18)
- Beata Jankowska – Walcząca modelka #2 – Ristie (odc. 18)
- Brygida Turowska –
  - Walcząca modelka #3 – Mariah (odc. 18),
  - Diana/Hybryda (odc. 21)
- Wojciech Paszkowski – Prezenter pokazu mody (odc. 18)
- Marcin Troński – Bułat (odc. 20)
- Jan Pęczek – Tongzing (odc. 20)
- Andrzej Piszczatowski
- Cezary Kwieciński
- Ryszard Olesiński
- Robert Tondera –
  - Sanitariusz#1 (odc. 14),
  - Sługi Bułata (odc. 20),
  - Głos nakazujący ewakuację (odc. 21)
- Józef Mika – mężczyzna zarażony wirusem (odc. 9)
- Anna Apostolakis – przyjaciółka Jennifer (odc. 15)
- Andrzej Gawroński
- Wojciech Szymański
- Dariusz Odija – Rance DeLancey (odc. 19)

## Spis odcinków
| N/o            | Polski tytuł                | Angielski tytuł             |
| -------------- | --------------------------- | --------------------------- |
| SERIA PIERWSZA |                             |                             |
| 01             | Powrót Bestii               | Return of the Beast         |
| 02             | Powrót Bestii               | Return of the Beast         |
| 03             | Pierwotna moc               | Raw Power                   |
| 04             | Pomocna dłoń                | Helping Hand, Iron Fist     |
| 05             | Niewinna krew               | Innocent Blood              |
| 06             | Bestia do bestii            | Man to Man, Beast to Beast  |
| 07             | Przeklęty                   | Doomed                      |
| 08             | Wytrzymałość                | Fantastic Fortitude         |
| 09             | Granice śmiertelności       | Mortal Bounds               |
| 10             | Wiatr woła Wendigo          | And the Wind Cries… Wendigo |
| 11             | Światło i mrok              | Darkness and Light          |
| 12             | Światło i mrok              | Darkness and Light          |
| 13             | Światło i mrok              | Darkness and Light          |
| SERIA DRUGA    |                             |                             |
| 14             | Hulk w innym kolorze        | Hulk of a Different Color   |
| 15             | Ścieżka wspomnień           | Down Memory Lane            |
| 16             | Umysł i antymateria         | Mind Over Anti-Matter       |
| 17             | Nazywają mnie Mr. Twardziel | They Call Me Mr. Fixit      |
| 18             | Walczące modelki            | Fashion Warriors            |
| 19             | Hollywood drży              | Hollywood Rocks             |
| 20             | Zagubiona wioska            | The Lost Village            |
| 21             | Niesamowite zadanie         | Mission: Incredible         |

Ponadto Hulk pojawia się w serialach:
- Fantastyczna Czwórka – w odcinku 22,
- Iron Man: Obrońca dobra – w odcinku 24.
- X-Men: Ewolucja